# Siegburger Turnverein
Der Siegburger Turnverein 1862/92 e.V. ist mit über 2000 Mitgliedern der größte Sportverein in Siegburg. Er wurde am 14. Juli 1862 in der Gaststätte Herrengarten gegründet.

## Abteilungen
Der Verein ist in 13 Abteilungen gegliedert: Badminton, Basketball, Cheerleading, Faustball, Fußball, Handball, Kanu, Nordic Walking, Ski, Tanzen, Tennis, Turnen und Volleyball.

## Vereinsanlagen
Der Verein unterhält eine Sportanlage mit Jugendheim im Stadtteil Brückberg, eine Tennisanlage im Stadtteil Stallberg und ein Boots- und Vereinshaus an der Sieg.

## Erfolge

### Faustball
Die Damenmannschaft der Abteilung Faustball stieg 1996 erstmals sowohl im Feld als auch in der Halle die 2. Faustball-Bundesliga auf. Von 1999 bis 2002 spielte sie in der Halle kontinuierlich in der zweiten Bundesliga.

### Kanuten
Seit Jahren nehmen Sportler aus der Kanuabteilung regelmäßig an nationalen und internationalen Wettkämpfen im Wildwasserrennsport teil und konnten mehrfach Titel erringen.
Erfolgreichste Kanutin des Vereins ist die vielfache Deutsche Meisterin Sabine Füßer, welche bei den Weltmeisterschaften 2004 auf der Loisach in Garmisch-Partenkirchen Vizeweltmeisterin im Sprint und Drittplatzierte in der klassischen Distanz über 4 Kilometer wurde. Bei den Weltmeisterschaften 2008 in Ivrea holte sie Bronze auf der Sprintdistanz sowie Silber mit der Mannschaft. Bei den Europameisterschaften 2009 auf der Adda in Italien wurde sie Europameisterin im Sprint, Classic und Classic Team. Bei den Weltmeisterschaften 2010 in Sort (Lleida) holte sie zusammen mit ihrem Team die Silbermedaille im Teamsprint.

### Leichtathletik
Erfolgreichste Leichtathletin des Vereins war die vielfache deutsche und Europameisterin Annette Weiss, welche bei den 1. Senioren-Hallenweltmeisterschaften in Sindelfingen im März 2004 Weltmeisterin (W35) im 1500-Meter- und 3000-Meter-Lauf wurde. Bei den Senioren-Weltmeisterschaften 2006 im österreichischen Linz holte sie die Titel über 800 und 1500 Meter und wurde Vizeweltmeisterin über 3000 Meter. 2007 verließ Annette Weiss den Siegburger Turnverein und wechselte zur LG Troisdorf/Bonn/Niederkassel.